# Pitcairnia atrorubens
Pitcairnia atrorubens es una especie del género Pitcairnia. Esta especie es nativa de Costa Rica.

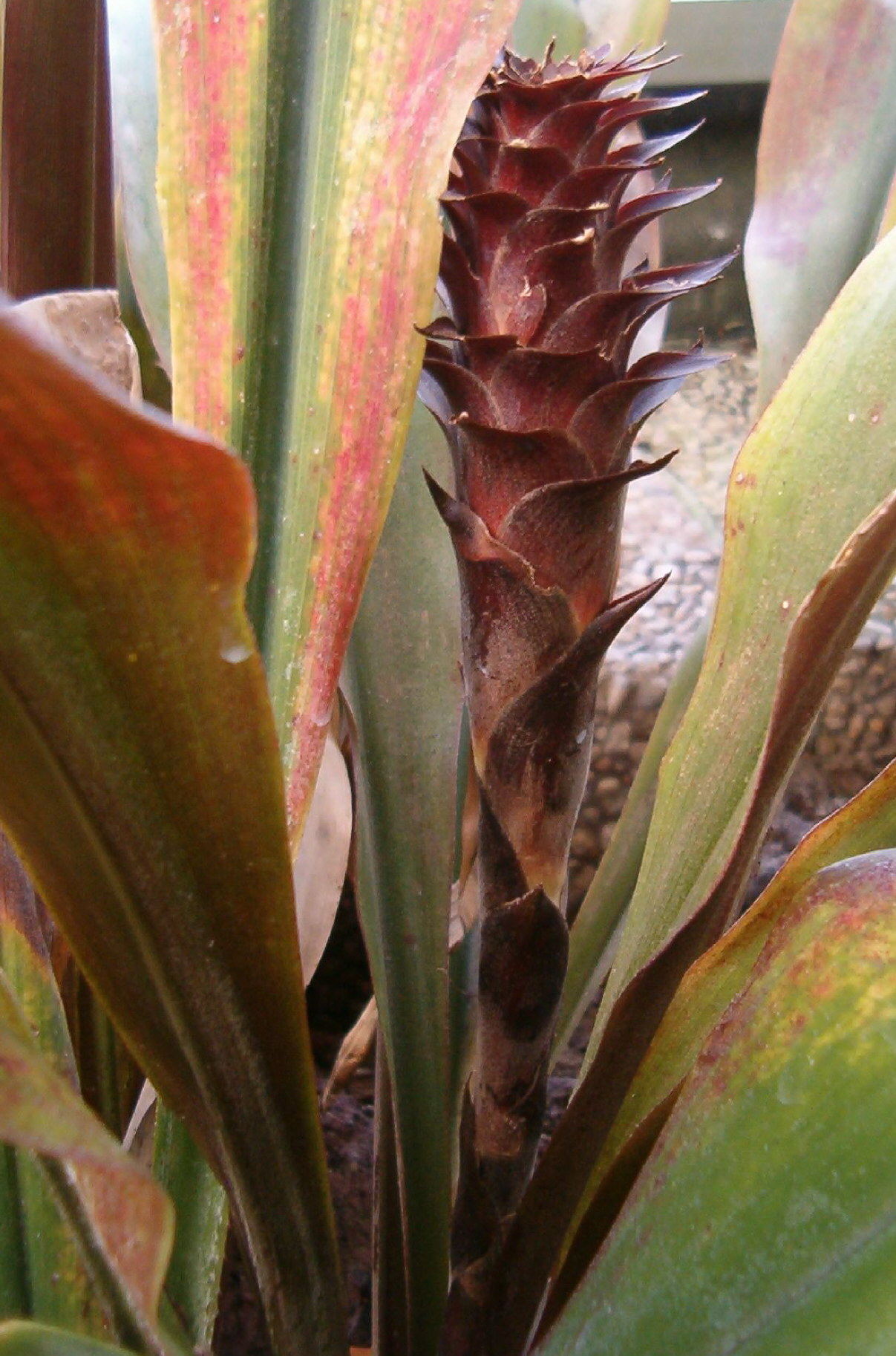
Inflorescencia

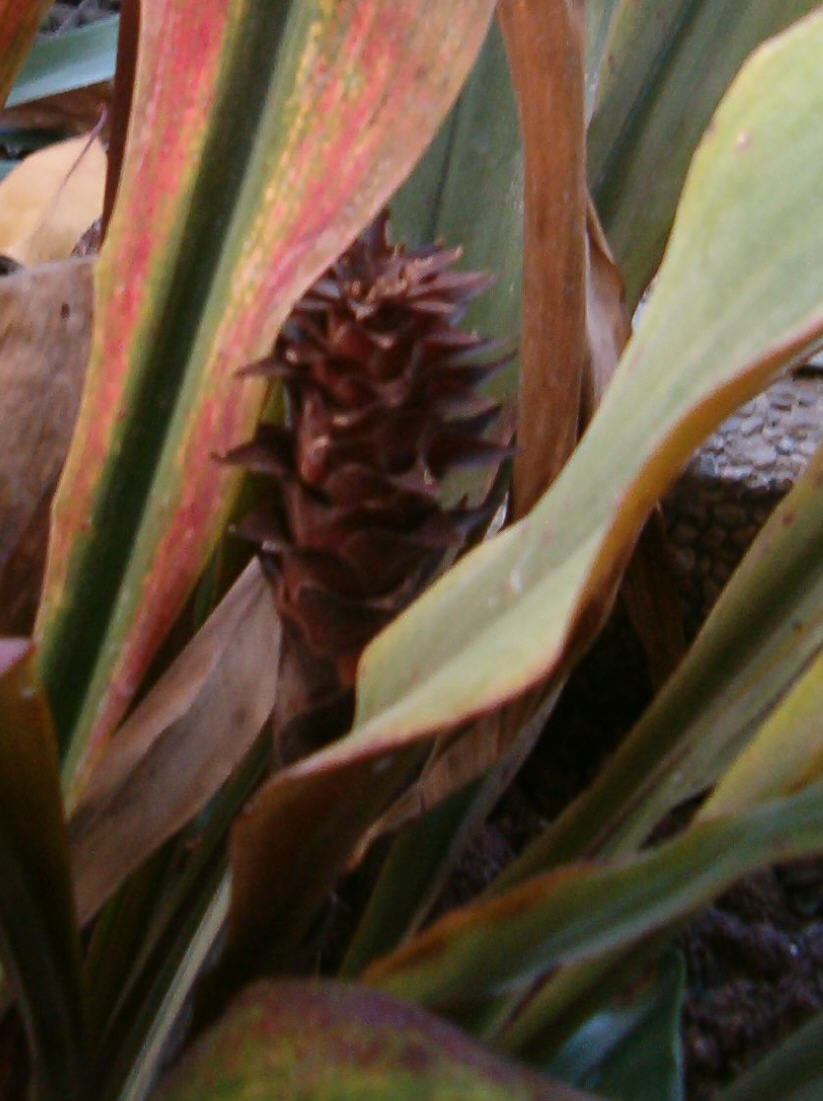
Vista de la planta

## Descripción
Son plantas con hábitos terrestres o raramente epífitas, con un tamaño de 35-60(-90) cm en flor. Hojas 75-140 cm; pecíolos (13-)20-40 cm, armados; láminas 4-7.5 cm de ancho, enteras, glabras o casi glabras, angostamente elípticas a lanceoladas, atenuadas o acuminadas. Escapo 16-26 cm, erecto; brácteas enteras, densamente imbricadas, pardo flocosas basalmente. Inflorescencia (16-)24-34 cm, simple, erecta, densamente cilíndrica. Brácteas florales 7-8 cm, erectas proximalmente, tornándose divergentes a subpatentes por encima del 1/2, enteras, ovadas, cartáceas a subcoriáceas. Flores erectas, sésiles o subsésiles; sépalos 2.2-2.8 cm, uniformemente pardo flocosos, oblongos a angostamente elípticos u obovados, agudos a subredondeados, cortamente mucronatos, uniforme a tenuemente carinados; pétalos 7-7.7 cm, amarillos, con apéndices  1 cm por encima de la base; ovario súpero en su mayor parte. 

## Hábitat
Se encuentra en las selvas altas perennifolias muy húmedas, bosques lluviosos premontanos. a una altitud de 200-1400 metros.

## Taxonomía
Pitcairnia atrorubens fue descrita por (Beer) Baker y publicado en Journal of Botany, British and Foreign 19: 307. 1881.
Etimología
Pitcairnia: nombre genérico otorgado en honor del Dr. William Pitcairn, físico y jardinero inglés (1711-1791).
atrorubens: epíteto latino que significa "de color rojo oscuro".
Sinonimia
- Hepetis atrorubens (Beer) Mez
- Hepetis atrorubens var. lamarcheana (E.Morren ex Baker) Mez
- Hepetis lindenii (Baker) Mez
- Lamproconus warszcewiczii Lemaire ex Baker
- Lamproconus warszewiczii (H.Wendl. ex Hook.) Lem.
- Neumannia atrorubens (Beer) K.Koch
- Neumannia atrorubens K. Koch ex Baker
- Neumannia lindenii E.Morren ex Baker
- Phlomostachys atrorubens Beer
- Pitcairnia lamarcheana E.Morren ex Baker
- Pitcairnia lindenii Baker
- Puya warszewiczii H.Wendl. ex Hook.[6][7]